# Scanno
Scanno est une commune de la province de L'Aquila, dans la région des Abruzzes, en Italie. Cette ville de montagne de la partie centrale de la chaîne des Apennins est située sur le territoire du Parc national des Abruzzes, Latium et Molise et, à ce titre, possède dans son environnement proche divers sites naturels remarquables. Station de vacances comptant environ 2 000 habitants, Scanno fait partie des Plus Beaux Bourgs d'Italie.

## Géographie

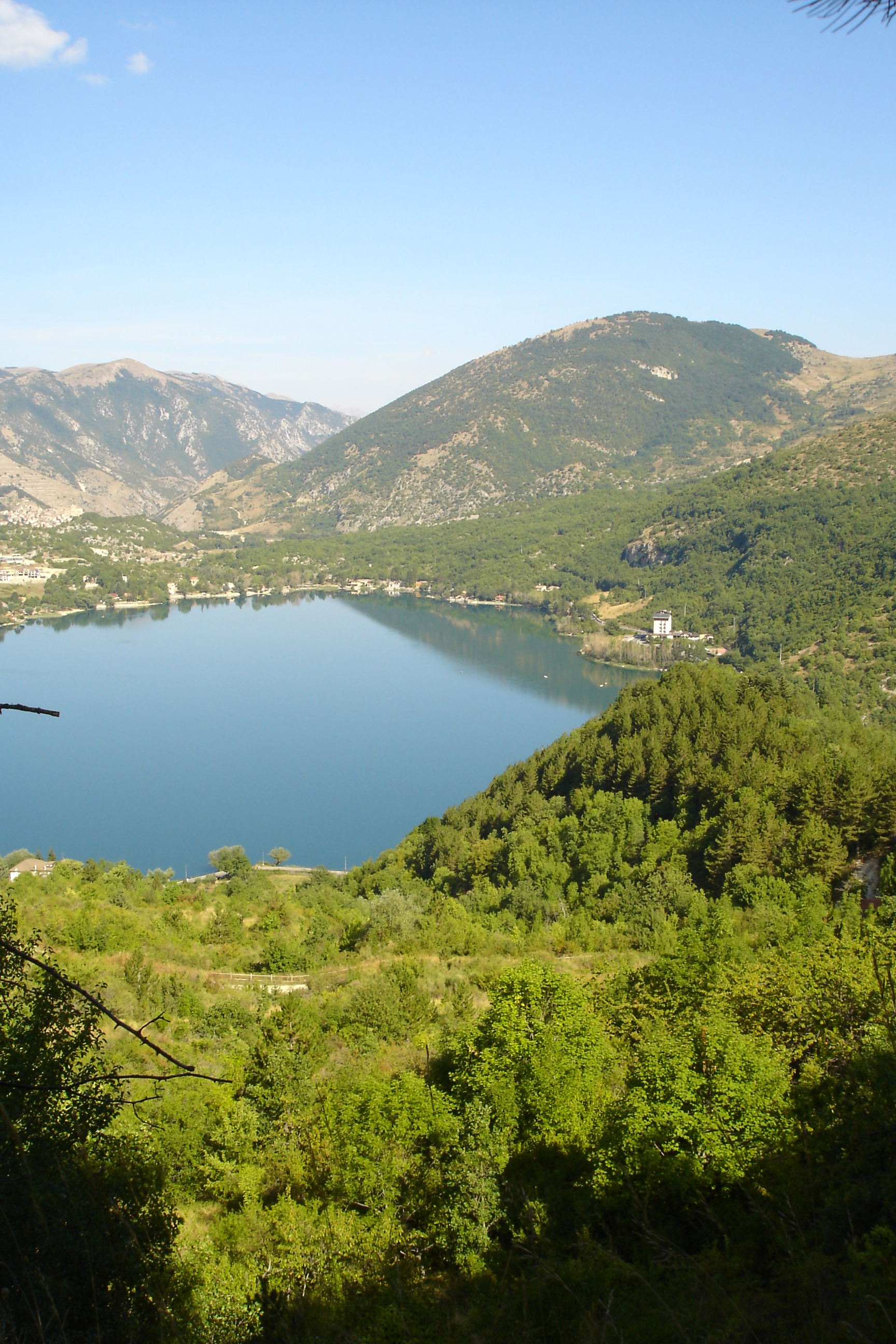
Le lac de Scanno.

### Localisation et topographie
La ville de Scanno est située en plein centre de la chaîne des Apennins à proximité du lac de Scanno auquel elle a donné son nom. Elle est distante géographiquement de 40 km d'Avezzano à l'ouest, 60 km de L'Aquila au nord-ouest, et 110 km de Rome à l'ouest. Les distances par la route étant beaucoup plus importantes. C'est une ville de montagne située à 1 050 mètres d'altitude moyenne et encaissée dans une vallée.
Scanno est située dans l'espace d'un important parc national, le parc national des Abruzzes, Latium et Molise et à ce titre bénéficie d'un espace environnant protégé tant pour la flore et la faune (il arrive même que des ours bruns s'aventurent dans la ville) que pour les règles d'urbanisme.

### Communes limitrophes
Les communes mitoyennes de Scanno sont : Anversa degli Abruzzi, Barrea, Bisegna, Bugnara, Civitella Alfedena, Introdacqua, Opi, Pescasseroli, Pettorano sul Gizio, Rivisondoli, Rocca Pia, Villalago, Villetta Barrea.

### Localités et lieux-dits
La seule frazione de Scanno est Frattura.

### Sismicité
La ville de Scanno est classée en zone 2, c'est-à-dire de moyenne sismicité selon les normes définies en 2003 bien que peu distante de L'Aquila dont le séisme d'avril 2009 n'a pas causé de dommage notable au village contrairement au Séisme de 1915 à Avezzano (dit également de Marsica) qui détruisit complètement la frazione de Frattura située à 5 kilomètres au nord de Scanno.

### Climat
La ville de Scanno bénéficie de la double influence du climat méditerranéen et d'un climat de montagne du fait de sa position au centre de la chaîne des Apennins. La température moyenne maximale annuelle de la ville est de 14,9 °C et celle moyenne minimale annuelle de 4,9 °C. Le mois le plus chaud est celui de juillet avec une moyenne de 19,6 °C et celui le plus froid est janvier avec une moyenne de 0,7 °C.
| Mois                                 | Janv | Fév  | Mars | Avr  | Mai  | Juin | Juil | Août | Sept | Oct  | Nov | Déc  | Année |
| ------------------------------------ | ---- | ---- | ---- | ---- | ---- | ---- | ---- | ---- | ---- | ---- | --- | ---- | ----- |
| Températures minimales moyennes (°C) | -2,5 | -2,4 | 0,0  | 3,3  | 7,3  | 10,5 | 12,3 | 12,6 | 10,0 | 5,8  | 2,5 | -0,5 | 4,9   |
| Températures maximales moyennes (°C) | 3,9  | 5,6  | 9,1  | 13,5 | 19,2 | 23,6 | 26,8 | 26,7 | 21,3 | 14,4 | 9,3 | 5,5  | 14,9  |

## Culture

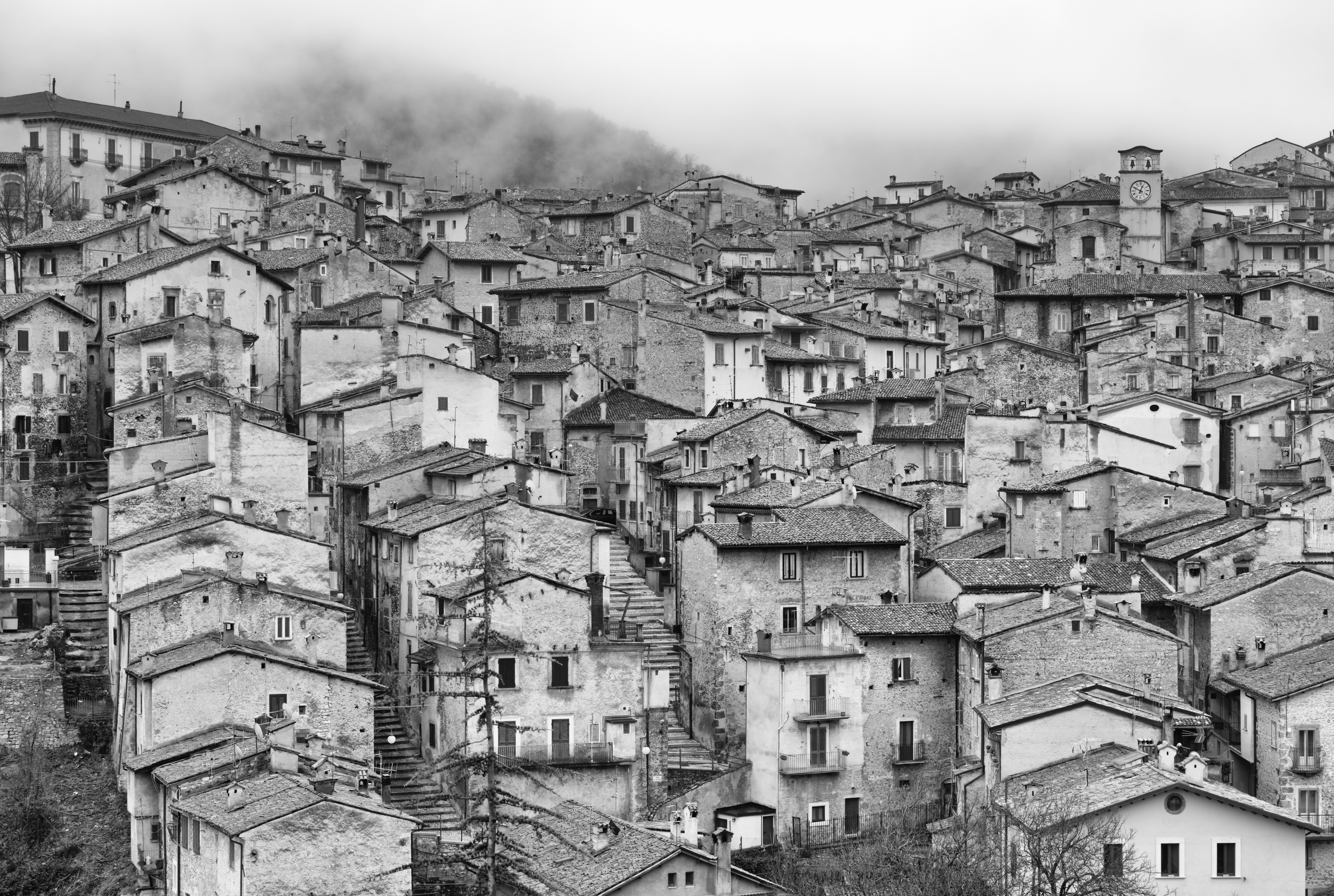
Scanno en noir et blanc. Mars 2018.

## Administration
| Période                                  | Période  | Identité           | Étiquette     | Qualité |
| ---------------------------------------- | -------- | ------------------ | ------------- | ------- |
| 10 juin 2003                             | 2008     | Angelo Cetrone     | Centre-droit  |         |
| 2008                                     | En cours | Patrizio Giammarco | Liste civique |         |
| Les données manquantes sont à compléter. |          |                    |               |         |

## Monuments et patrimoine
- L'ermitage Saint-Gilles.
- L'église Santa Maria della Valle datant de 1483.
- L'église San Rocco o della Madonna del Carmine consacrée en 1661.
- L'église Sant'Eustachio consacrée en 1693.
- L'église San Giovanni Battista datant d'avant le XVIIe siècle.
- L'église Sant'Antonio da Padova du XVIIe siècle.
- L'église Madonna di Costantinopoli.
- Musée de la laine.

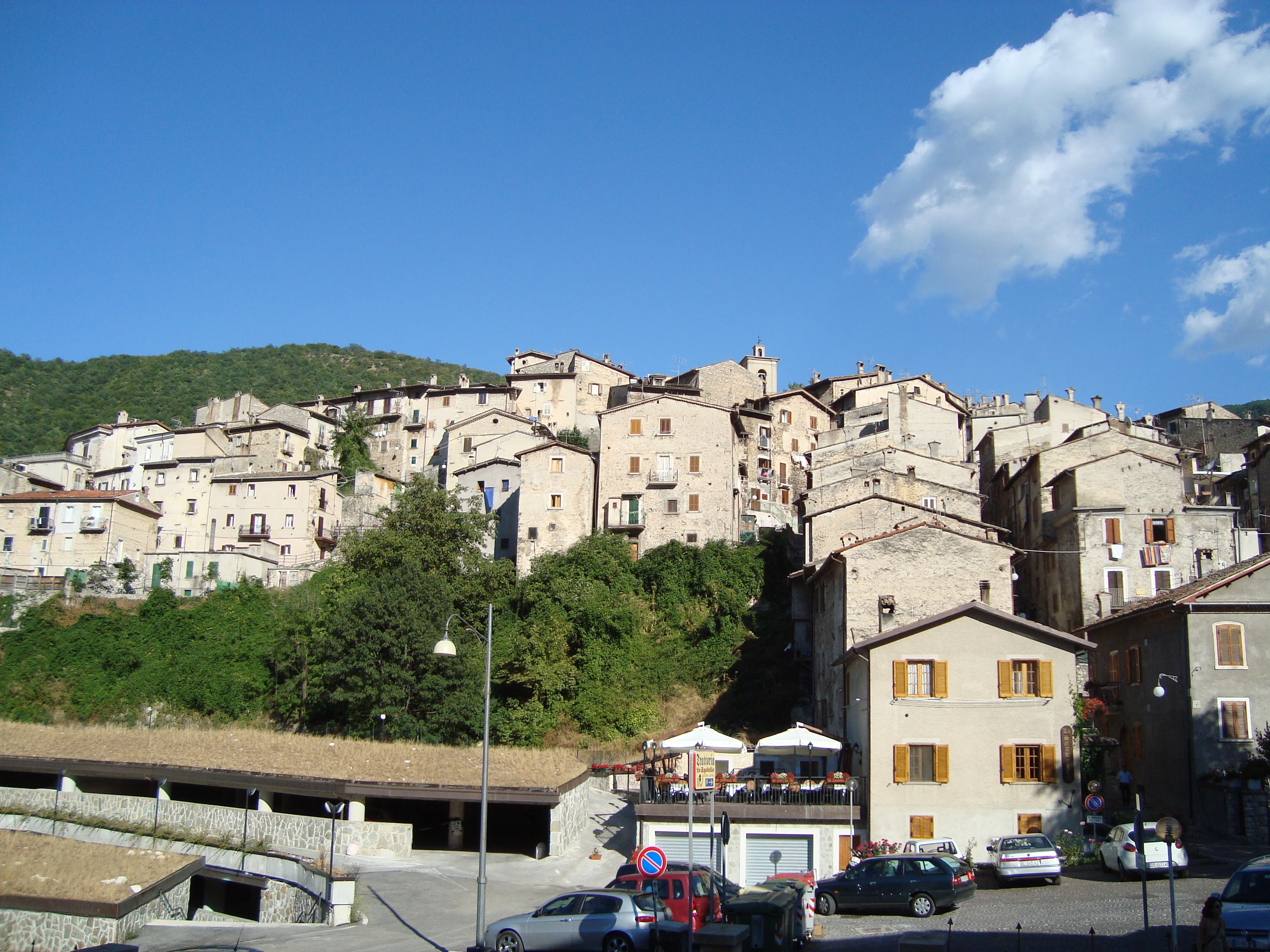
Vue de la ville.
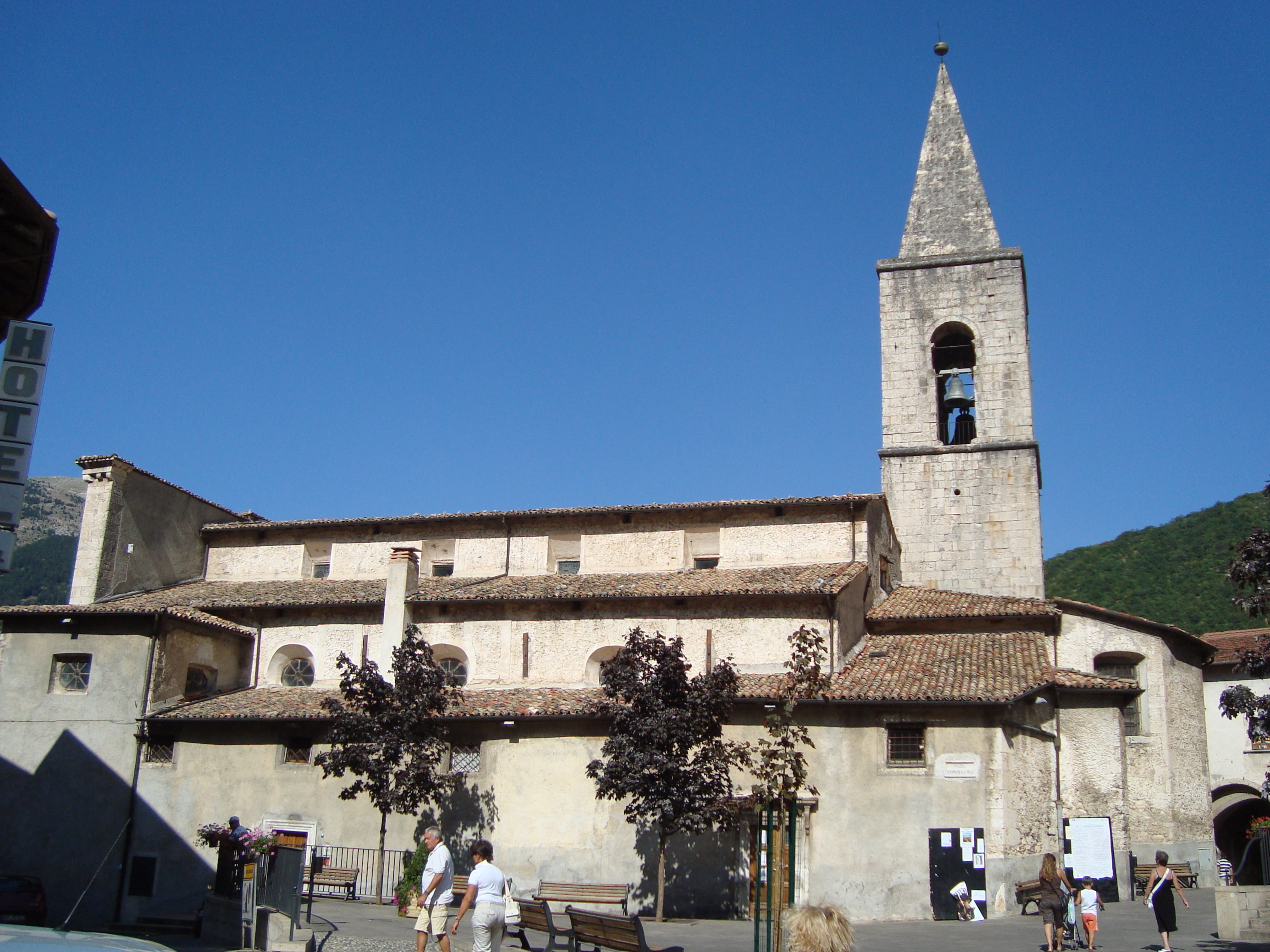
L'église Santa Maria della Valle.
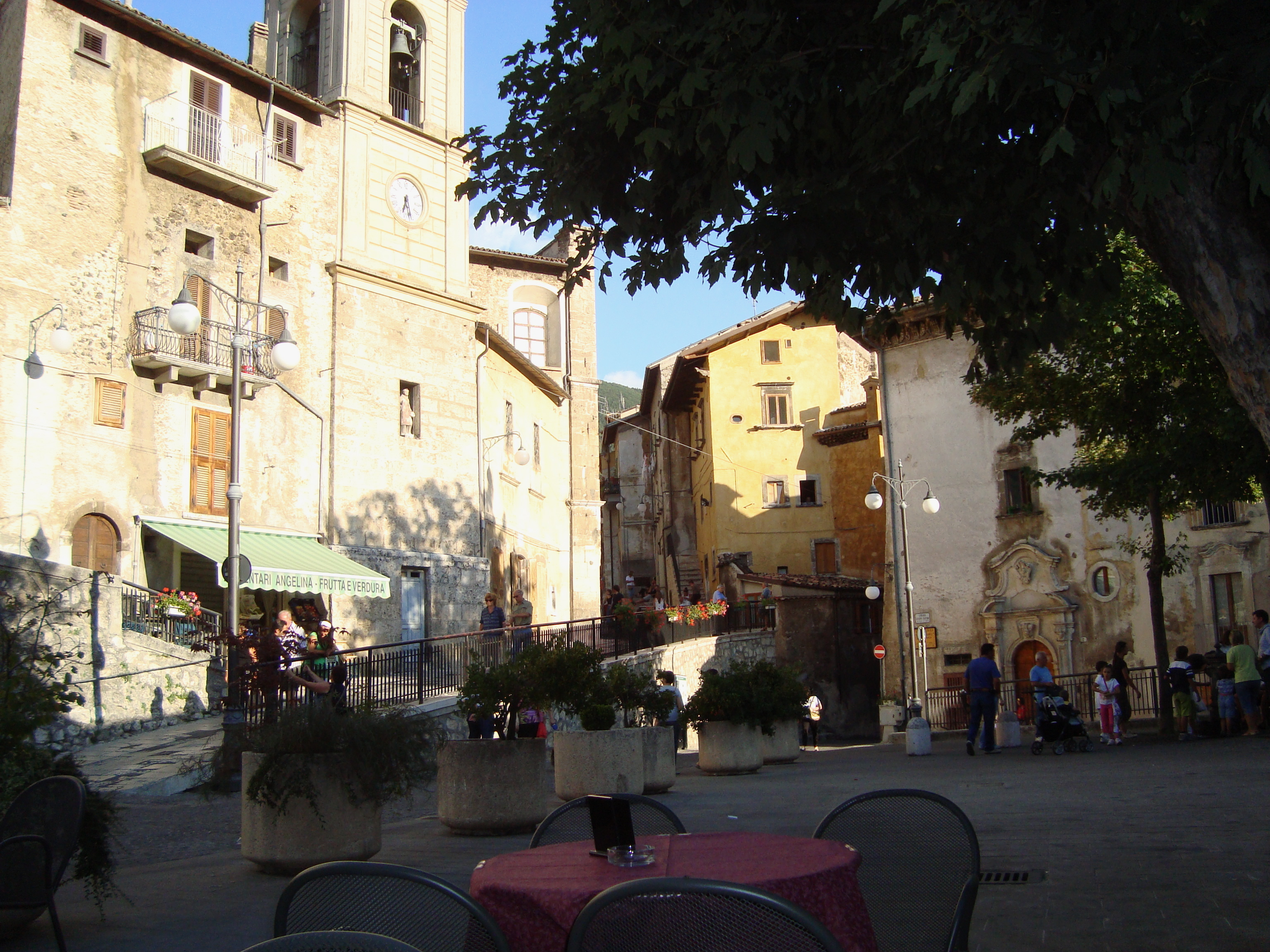
Piazza San Rocco.
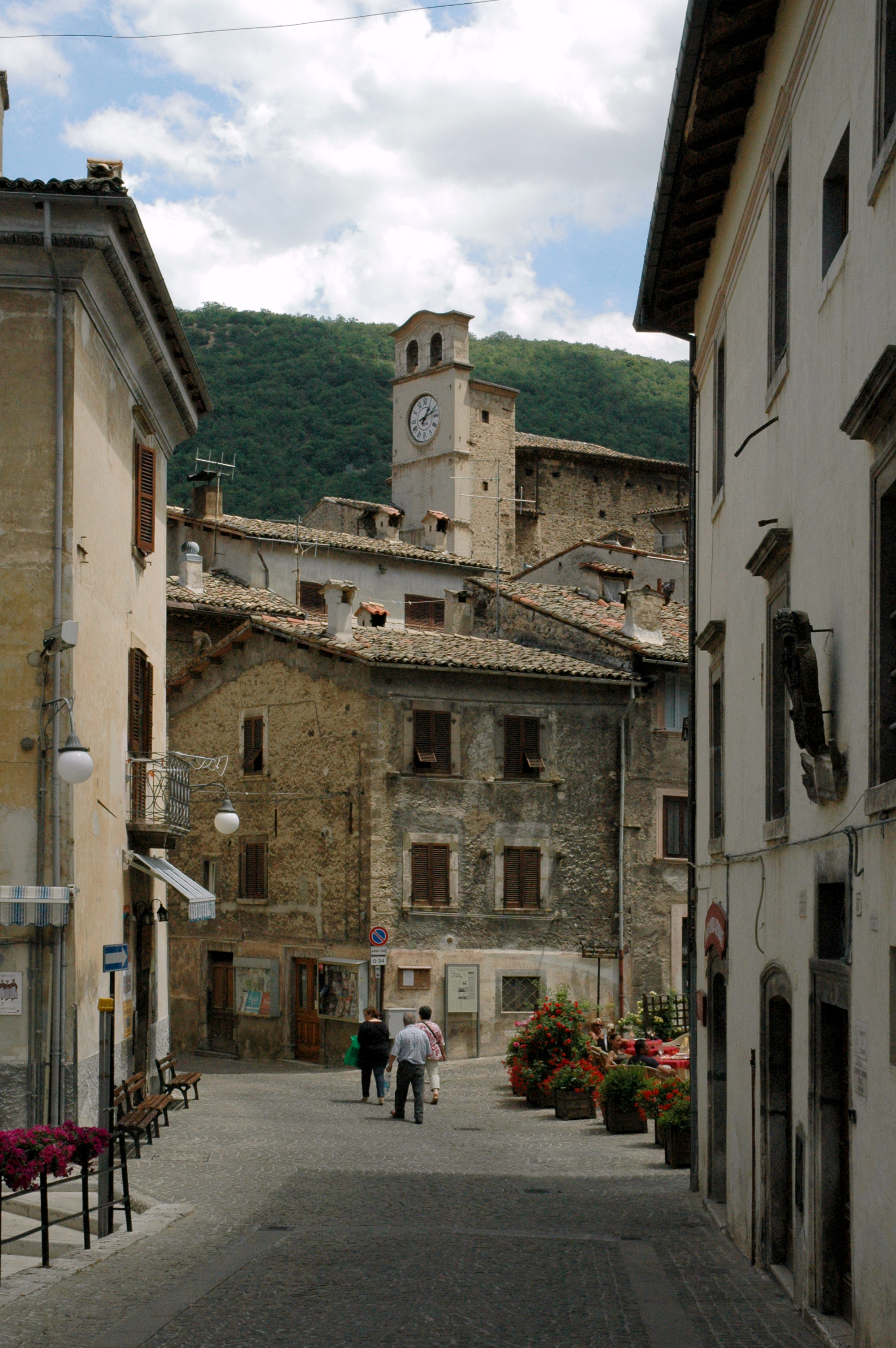
Strada Abrami.
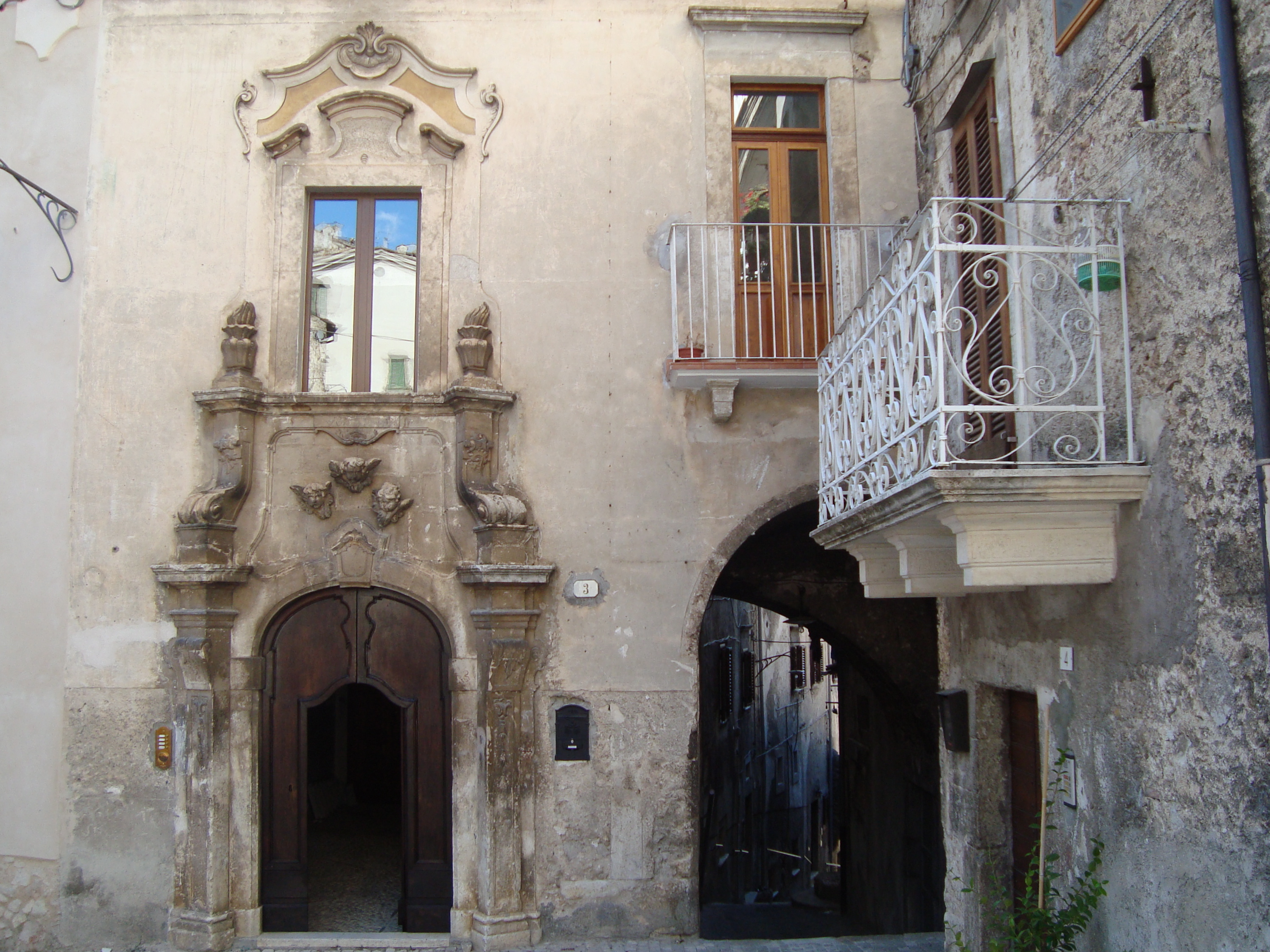
Scanno, une ville dans les trois dimensions.
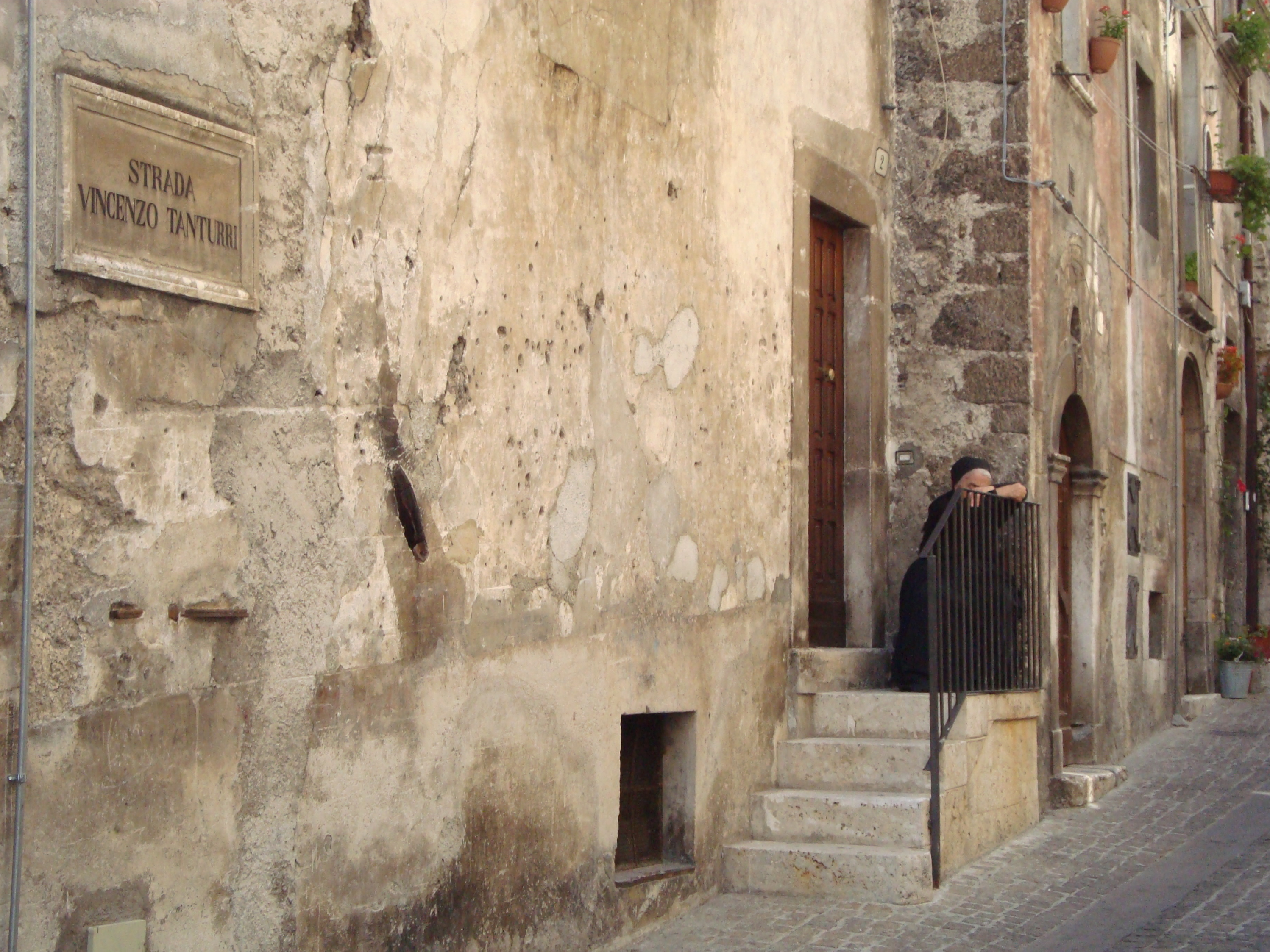
Une vieille femme vêtue traditionnellement.
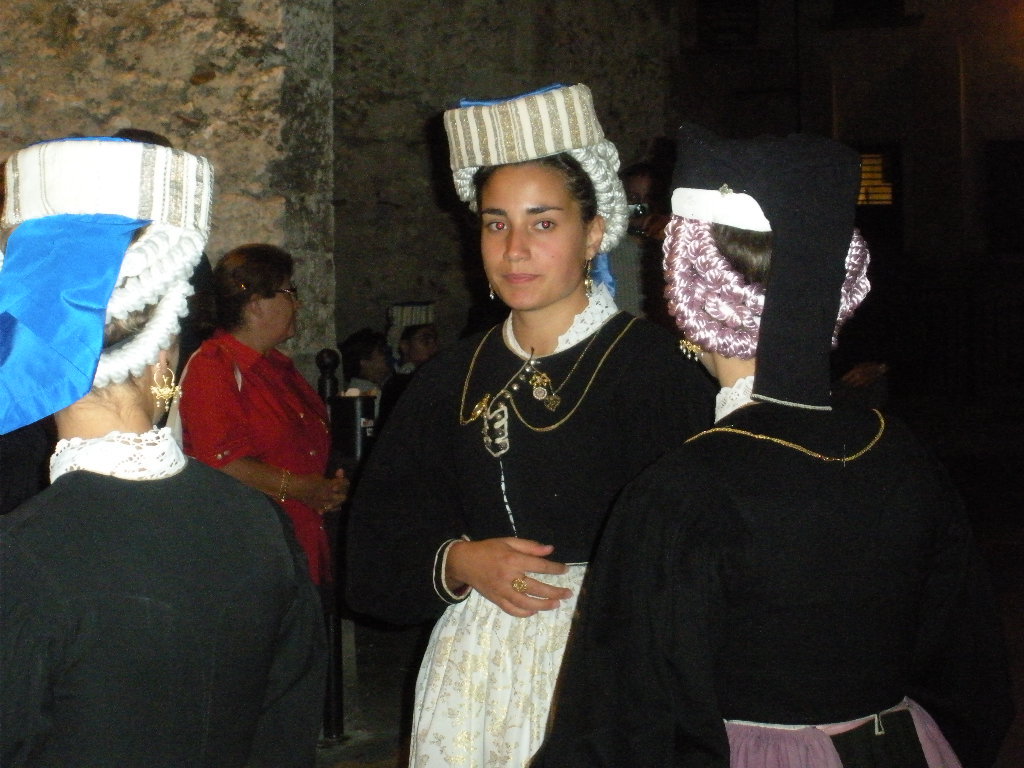
Le Ju Catenacce.
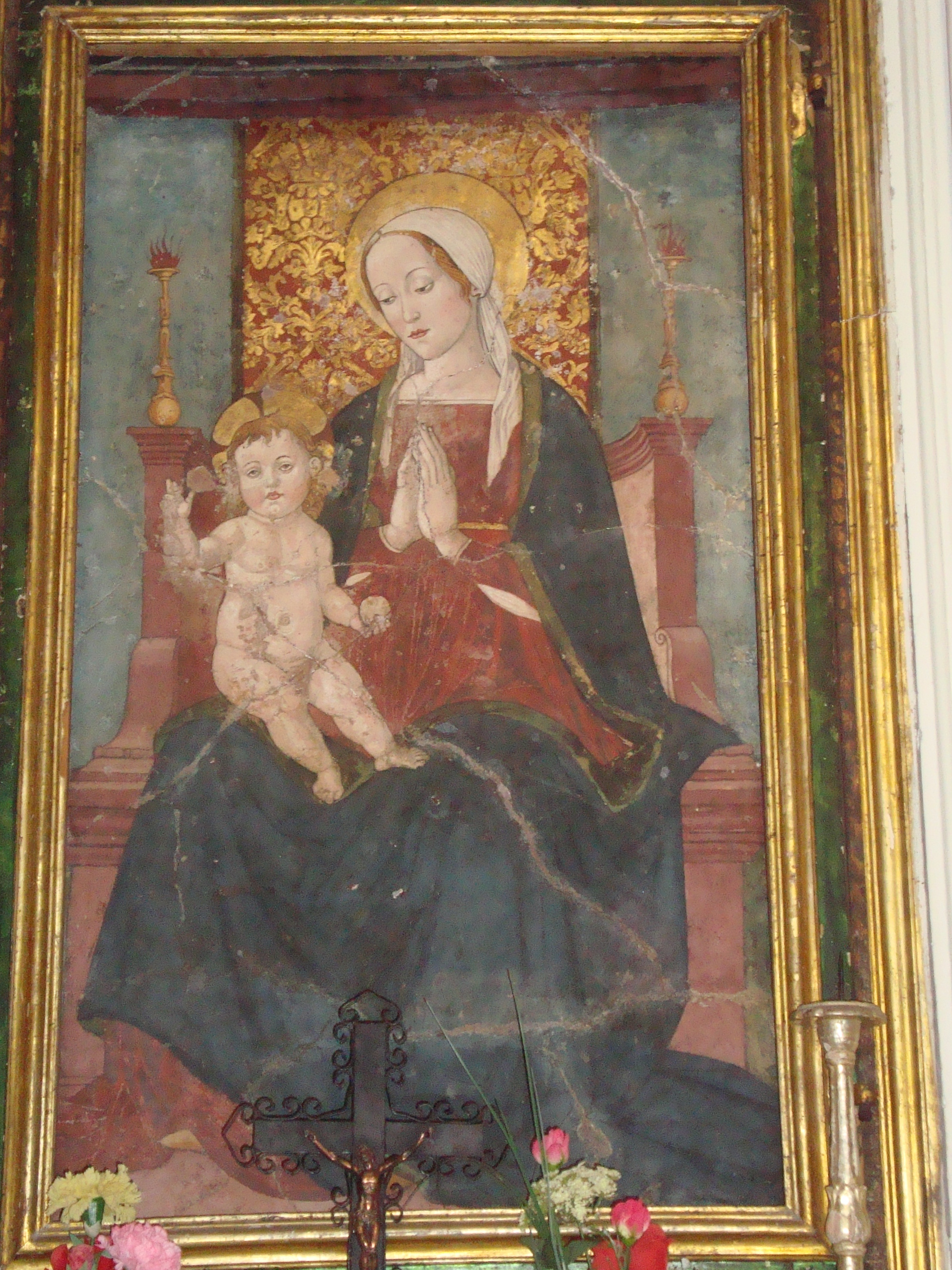
Peinture sur bois de la Madonna di Constantinopoli.

### Fêtes et traditions
La fête du Ju Catenacce est la fête traditionnelle annuelle et costumée de Scanno.

## Personnalités liées à Scanno
- Salvatore Rotolo (1881-1969), évêque salésien né à Scanno.
- Alfonso Colarossi-Mancini (1859-1927), historien né à Scanno.
- Henri Cartier-Bresson fit de quelques séjours à Scanno où il prit une série connue de photos.